# Muscona
La Muscona es un compuesto orgánico que constituye el principal ingrediente del aroma del almizcle.
La estructura química de la muscona fue descrita por primera vez por Lavoslav Ružička. Es un líquido aceitoso que se encuentra en la naturaleza como (-)-enantiómero, pero el material sintético característico es un racemato.
La muscona natural procede del ciervo almizclero desde hace miles de años para su uso en medicina y perfumería. Su obtención exige el sacrificio del animal por lo que prácticamente toda la muscona actual es sintética.